# Tirni top
Tirni top, tudi elektromagnetni top (ang. railgun) je top, ki uporablja elektromagnetizem za pospeševanje projektila do zelo visokih izstopnih hitrosti, teoretično čez Mach 10. Tirni top deluje podobno homopolarni motor. 
Zaenkrat se uporabljajo v raziskovalne namene, z razvojem tehnologije se bodo najverjetneje uporabljali tudi v vojski ali pa za izstrelitev satelitov v orbito, vendar samo za tovore, ki lahko preživijo zelo visoke G-obremenitve (20 000 - 6000 g). Razmišljajo tudi o uporabi za doseg jedrskega zlivanja oz. fuzije (ICF).
V 2000-ih je tirni top Ameriške mornarice izstrelil 3,2 kg projektil do hitrosti 2,4 km/s (8600 km/h). Do decembra 2010 je bila največja dovedena energija projektilu 33 MJ.
Tirni top ni isto kot železniški top, slednji je konvencionalen top nameščen na železniški vagon.